# زن و غریبه
زن و غریبه (آلمانی: Die Frau und der Fremde) فیلمی به کارگردانی راینر سیمون است که در سال ۱۹۸۵ منتشر شد. این فیلم برنده خرس طلایی از جشنواره فیلم برلین شده است.